# Jadernička moravská

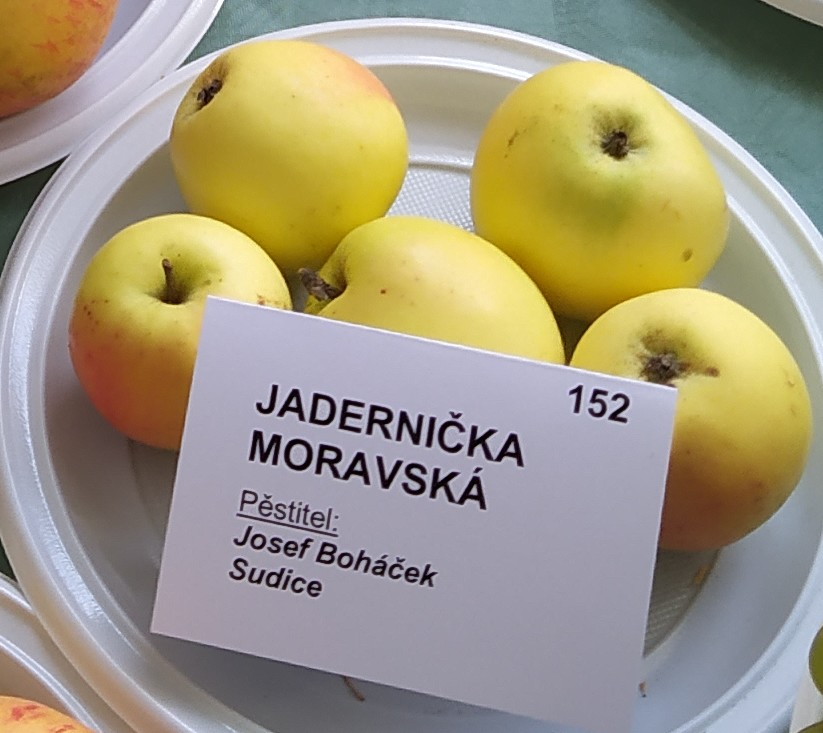
Jadernička moravská - stará odrůda jablek

Jadernička moravská (Malus domestica 'Jadernička moravská') je ovocný strom, kultivar druhu jabloň domácí z čeledi růžovitých. Řadí se mezi podzimní až zimní odrůdy jabloní.

## Původ
Je to velmi stará odrůda, která vznikla jako náhodný semenáč neznámého původu. Je dodnes ceněná a velmi oblíbená pro své šťavnaté žluté plody, velmi dobré příjemně kořenité chuti. Jadernička moravská je krajová odrůda, která byla v minulosti hojně pěstována v oblastech východní Moravy – na Valašsku, Zlínsku a ve Slezsku. Jadernička je některými promoravskými spolky a stranami označována za moravský národní strom. Jako moravský národní strom byl vysazen například v Nákle, v Bohdalicích, mezi Ratíškovicemi a Miloticemi nebo v Blansku.

## Charakteristika
Růst stromu je bujný, vytváří mohutné kulovité, ve stáří mírně převislé koruny u kterých je nutný častý průklest. Pěstuje se na semenáčích ve tvaru polokmen nebo vysokokmen v zahradách, extenzivních sadech, případně volně v krajině. Dříve se občas vysazovala i u cest v stromořadích, ale pro mohutné rozložité koruny na tato místa není příliš vhodná. Jadernička moravská je velmi dobrou kmenotvornou odrůdou a proto se často využívá jako podnož pro jiné kulturní odrůdy. Má velkou odolnost vůči zimnímu mrazu a i květy jsou odolné proti jarním mrazíkům.
Plod má nepravidelný tvar kuželovitého až vejčitého tvaru, někdy je tvar protáhlý jako např. u odrůdy Ovčí hubičky. Velikost plodu je malá až střední, barva dužniny je bílá, chuť je sladce navinulá, kořenitá velmi dobrá. Šťavnatost je střední, později sušší, má sklon k moučnatění. Barva jablka je světle zelená, při vyzrání světle žlutá s načervenalým líčkem, slupka je mírně lepkavá. Jablko zraje od druhé poloviny září do první poloviny října. Konzumní zralost nastává ihned po sklizni. Skladovat se dá do ledna. Skladováním ztrácí šťavnatost a chuť. Jadernička moravská plodí poměrně pravidelně, ale do plodnosti nastupuje velice pozdě a to mezi 12. – 15. rokem. Odrůda je vhodná k přímé konzumaci, ale i k zpracovaní a k destilaci na pálenky, či víno.
Jadernička moravská je náchylnější ke strupovitosti, vůči padlí je odolná. Pěstovat se dá ve všech polohách, i v podhorských oblastech, do nadmořské výšky 600 m n. m. Stromy této odrůdy pěstované na vysokokmenech jsou velmi dlouhověké.
Zajímavostí u této odrůdy je, že Jaderničku moravskou konzumují bez problémů mnozí lidé, kterým jablka jiných odrůd tvoří zažívací problémy.

## Další názvy odrůdy
Chroupě kravařské, Vinné, Jadernice, Jablko vinné, Rozmarýnky, Jadernička valašská, Moravská jadernička, Kuhländer Gulderling, Mährischer Gulderling, Guldering de Moravia, Pepin de Moravie, Vinary.